# Декларация Фердинанда
Декларация Фердинанда (лат. Ferdinandinische Erklärung) — декларация римско-германского короля Фердинанда I, которая в рамках Аугсбургского мира обеспечивала религиозную свободу протестантским рыцарям и городам на церковных территориях.

## Контекст
На Аугсбургском сейме в 1555 году король Фердинанд I от имени своего брата императора Карла V возглавил переговоры между протестантами и католиками о всеобщем религиозном мире. После опустошительных Шмалькальденской, Маркграфской и Княжеской войны в Священной Римской империи возникла огромная тоска по миру. Тем не менее, переговоры о религиозном мире были очень трудными и продвигались медленно.
Самая тяжелая и продолжительная борьба развернулась вокруг церковной оговорки, которая гласила, что церковным княжествам не разрешается переходить в протестантизм. Это было невыгодным положением для протестантов в Империи, и они несколько раз угрожали провалом переговоров. В этой ситуации Фердинанд попытался получить их согласие с помощью декларации — Declaratio Ferdinandea — сделанной курфюрстам Саксонии и Майнца 24 сентября 1555 года, но державшейся в тайне до 1575 года.

## Правила
В письменном документе Фердинанд обещал протестантским рыцарям и городам, проживавшим на церковных землях, сохранить их веру, несмотря на то, что они находились на территории католической церкви. Это было важным исключением из принципа cuius regio, eius religio, который гласил, что духовный правитель мог принудить своих подданных принять католическую веру.

## Эффект
Декларация не была включена в официальное Имперское прощание и в последующие годы неоднократно вызывала конфликты.  Католическая сторона считала его недействительным по имперскому праву, поскольку § 28 Аугсбургского мира запрещала вносить какие-либо изменения в договор посредством дополнительных деклараций.

## Примечание
1. ↑  vgl. Johannes Arndt: Der Dreißigjährige Krieg 1618–1648. Reclam Sachbuch, Stuttgart 2009, ISBN 978-3-15-018642-8. (S. 32)